# Dichochrysa decaryna
Dichochrysa decaryna is een insect uit de familie van de gaasvliegen (Chrysopidae), die tot de orde netvleugeligen (Neuroptera) behoort. 
Dichochrysa decaryna is voor het eerst wetenschappelijk beschreven door Navás in 1924.